# Slot Heemstede

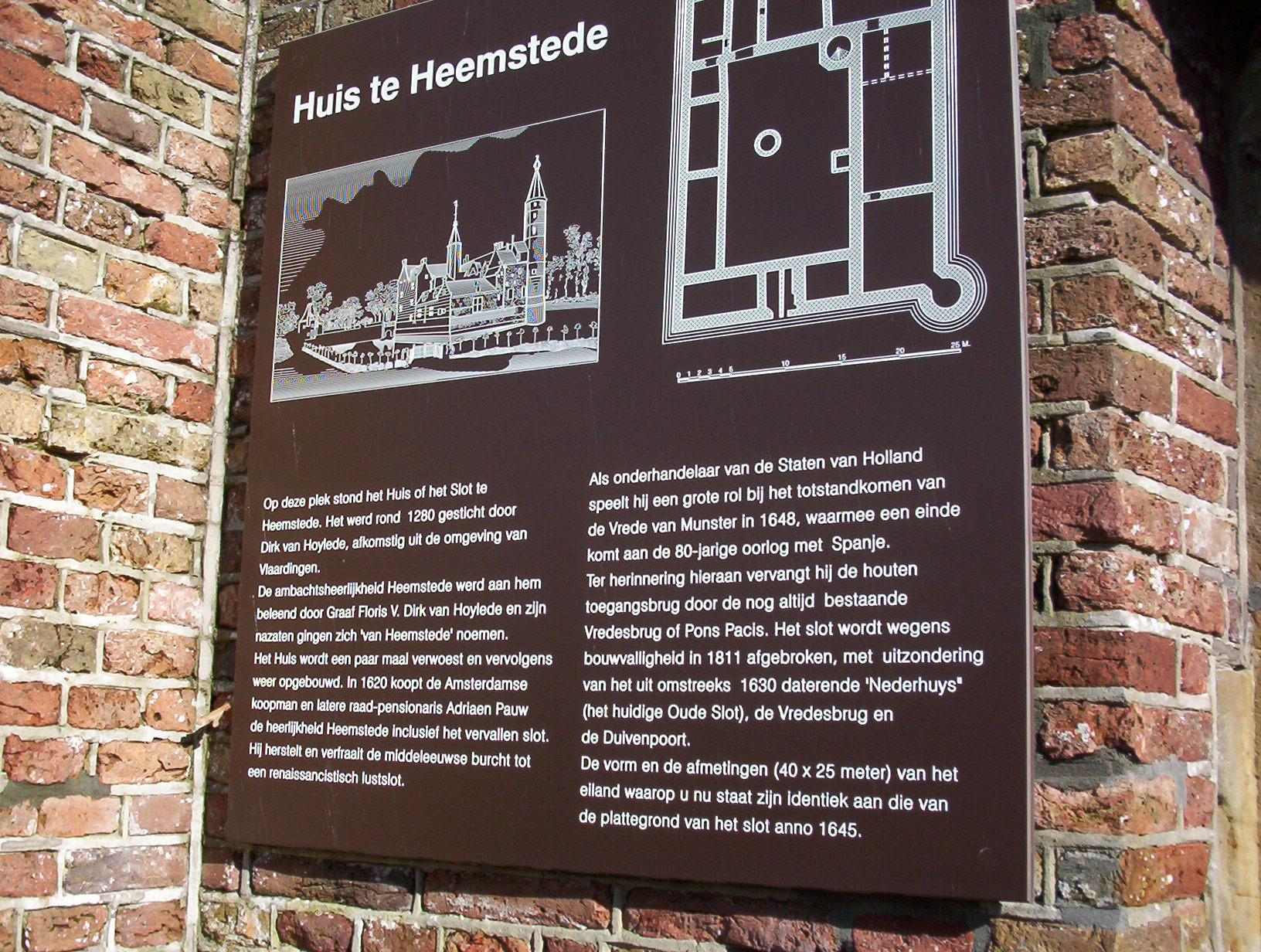
Tekst op monumentenbord, Oude Slot, Heemstede

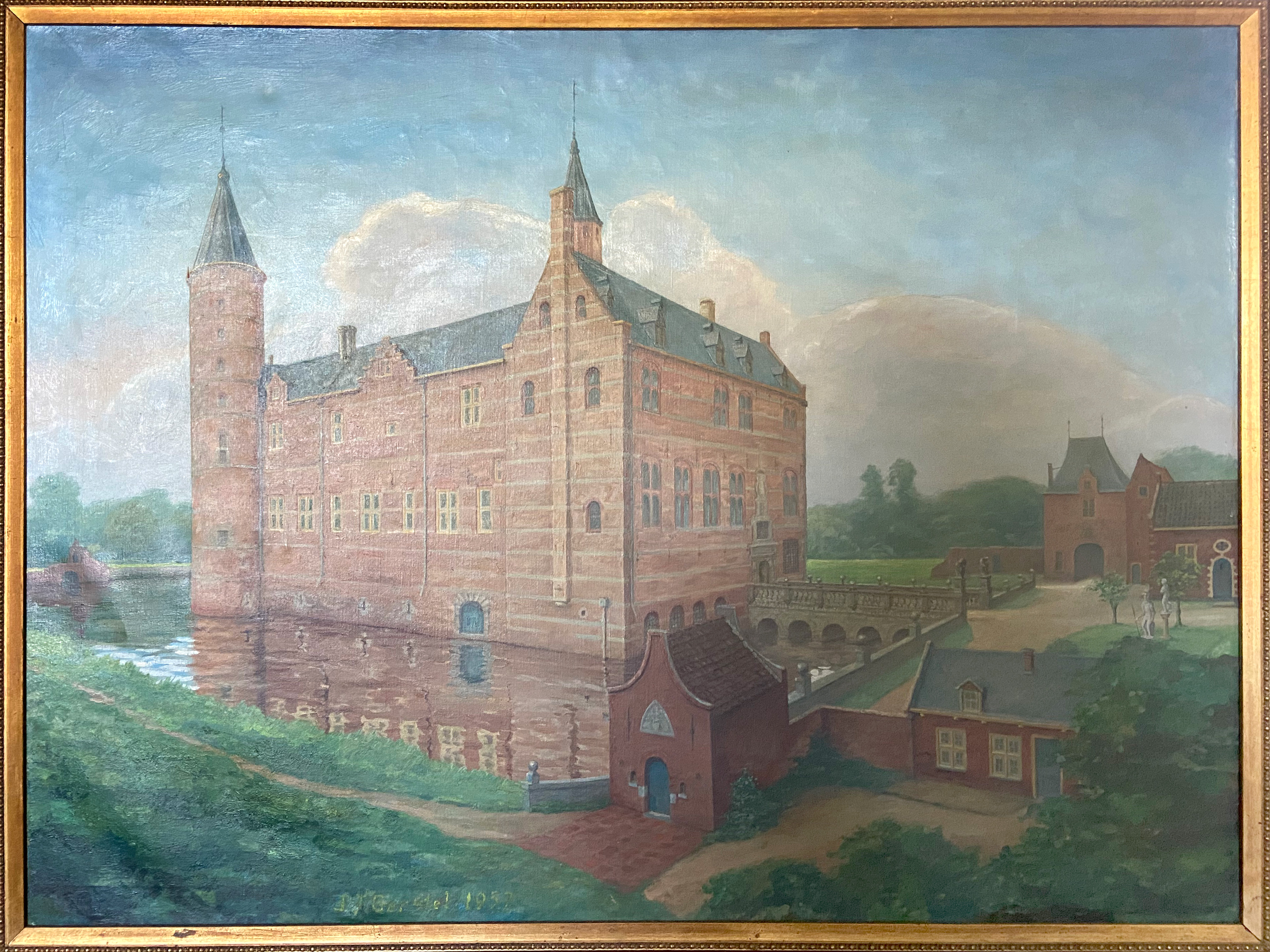
Schilderij van Slot Heemstede

Slot Heemstede was een kasteel gelegen in de plaats Heemstede in de Nederlandse provincie Noord-Holland. Het werd tussen 1280 en 1290 gebouwd. Het slot werd in 1393, 1404 en 1426 verwoest en uiteindelijk in 1810 in opdracht van Jan Dolleman, de toenmalige schout, afgebroken vanwege ernstige verzakkingen.

## Huidige situatie
Van het slot zelf bestaan enkel nog de middeleeuwse funderingen. Na de sloop in 1810 werd het slot vervangen door een landgoed met de naam Het Oude Slot. 
De in opdracht van ambachtsheer Adriaan Pauw gebouwde Pons Pacis, oftewel Vredesbrug, uit omstreeks 1648 is nog wel aanwezig, evenals de zogeheten Duivenpoort, het Tecklenburgse Poortje en de stenen toegangspoort met heraldische wapens.
Het Oude Slot is een van de vier officiële trouwlocaties in de gemeente Heemstede. Behalve voor bruiloften wordt de plek ook gebruikt voor particuliere en zakelijke evenementen en bijeenkomsten. Hierbij wordt vooral het Nederhuys, het voormalige rentmeestershuis en vroeger koetshuis van het Oude Slot, gebruikt.